# Racon

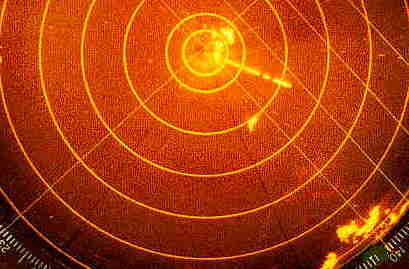
Il segnale racon captato dal radar. Il trasmettitore ha ricevuto la lettera "Q" del Codice Morse tramite la soppressione sidelobe il 17 gennaio 1985, vicino a Boston Harbor

Un racon è un radar transponder comunemente usato per indicare pericoli per la navigazione marittima. La parola è un acronimo per "faro radar" (dall'inglese RAdar beaCON).
Quando un racon riceve un impulso radar, risponde con un segnale sulla stessa frequenza che pone l'immagine sullo schermo radar. Questo assume la forma di una breve linea di punti e linee che formano un carattere Morse il quale irradia dalla posizione del faro sulla posizione normale al display del radar piano indicatore. La lunghezza della linea di solito corrisponde all'equivalente di poche miglia nautiche sul display.
| Controllo di autorità | LCCN (EN) sh85110287 · J9U (EN, HE) 987007555989405171 |